# Distrito de Luyando
El distrito de Luyando es uno de los seis distritos que conforman la provincia de Leoncio Prado, ubicada en el departamento de Huánuco, en el centro de la república de Perú.
Desde el punto de vista jerárquico de la Iglesia católica forma parte de la diócesis de Huánuco, sufragánea de la arquidiócesis de Huancayo.

## Historia
El distrito fue creado mediante la Ley del 27 de mayo de 1952, durante el gobierno del Presidente Manuel A. Odría.

## Geografía
El Distrito de Luyando abarca una superficie de 100,32 km², con una población de 8.599 habitantes según datos del INEI (Instituto Nacional de Estadística e Informática).
De los 8.599 habitantes de Luyando, 4.031 son mujeres y 4.568 son hombres. Por lo tanto, el 53,12 por ciento de la población son hombres y el 46,88 mujeres.
Si comparamos los datos de Luyando con los del departamento de Huánuco, concluimos que ocupa el puesto 24 de los 76 distritos que hay en el departamento y representa un 1,1281 % de la población total.
A nivel nacional, Luyando ocupa el puesto 546 de los 1.833 distritos que hay en Perú y representa un 0,0314 % de la población total del país.

## Capital
La ciudad capital del distrito es la localidad de Naranjillo.

## Autoridades

### Municipales
- 2023 - 2026[https://cej.jne.gob.pe/Autoridades 1]
  - Alcalde: C.P.C. Luz Irene Salas Salas , del Movimiento Político Mi Buen Vecino  (Mi Buen Vecino ).
  - Regidores:  Romulo Daza Echigoya  (Mi Buen Vecino), Anel Giuliana Chávez Rivera (Mi Buen Vecino ),  Francisco Soto Salgado (Mi Buen Vecino ), Dolores Gabriena Dionicio Rojas (Mi Buen Vecino ), Yovana Carhuapoma Cárdenas  (Avanza Paiz).[2][https://cej.jne.gob.pe/Autoridades 2]

### Policiales
- Comisario:  PNP.

### Religiosas
- Diócesis de Huánuco[3]
  - Obispo: Mons. Jaime Rodríguez Salazar, MCCJ
- Parroquia
  - Párroco: Pbro. .

## Festividades ( Costumbres)
- 24 de junio: Fiesta de San Juan. En la víspera de la Fiesta de San Juan se baila alrededor de fogatas con conjuntos típicos. Al amanecer hay un baile de pandillada, donde la gente baila alrededor de un árbol cargadas de regalos y que se le conoce con el nombre de "Yunsa". En las playas del río Huallaga (playa Tingo) se organizan bailes y ferias artesanales. Todos degustan del “Juane” ese día.